# Пуща-Водиця (санаторій)
50°32′56″ пн. ш. 30°20′40″ сх. д. / 50.54889° пн. ш. 30.34444° сх. д.
Військовий санаторій МО України «Пуща-Водиця» — військовий санаторій МО України розташований в Пущі-Водиці, за адресою вул. Квітки Цісик, 60, займає 6 га лісового масиву.

## Рекреаційно-лікувальна зона

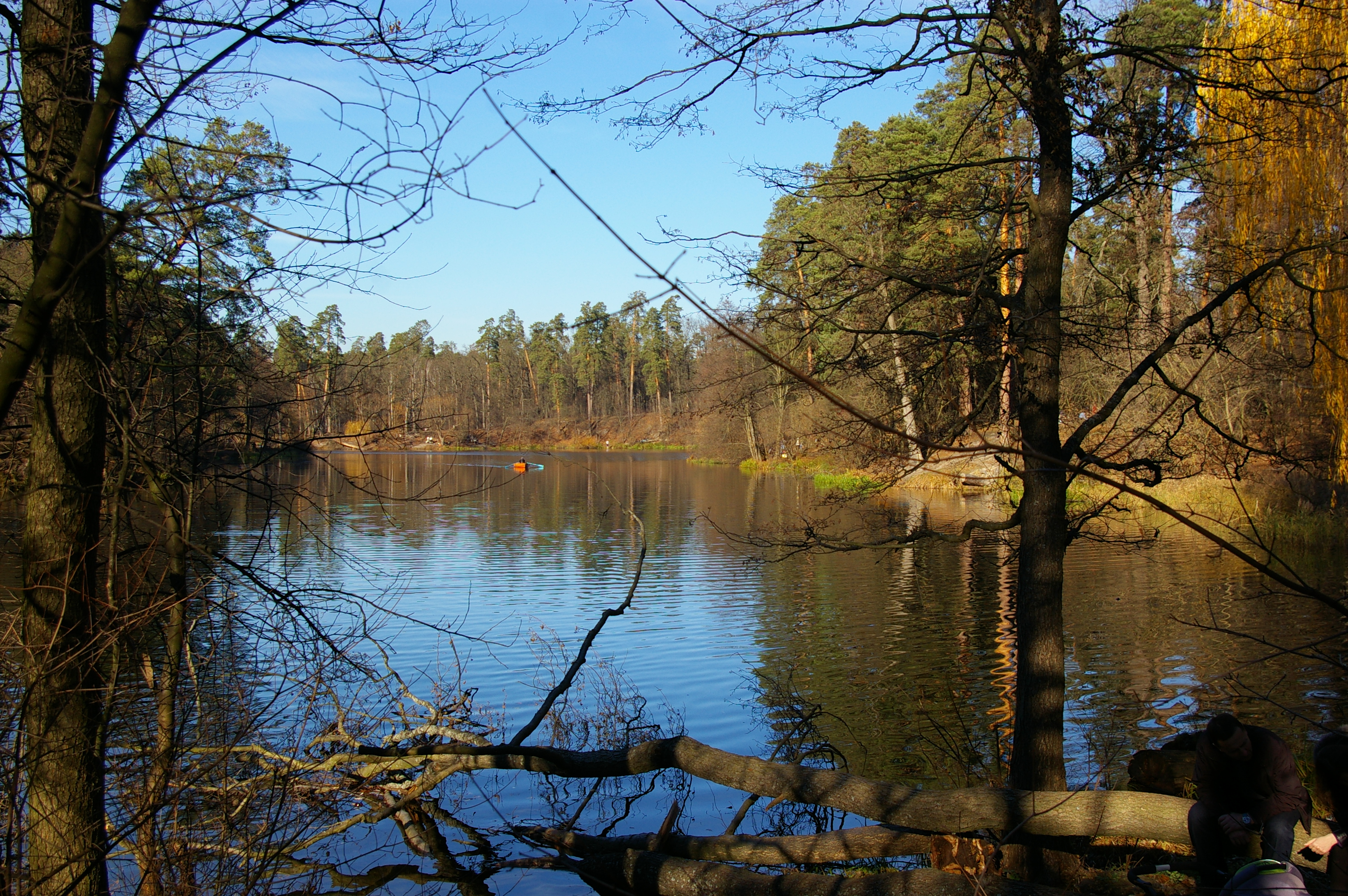
Парк «Пуща-Водиця»

Територія санаторію та навколишній район покриті густим сосновим і листяним лісом. Рельєф місцевості рівний, ґрунт піщаний. На березі природного озера розміщується пляж, аеросолярій, човнова станція. 
На території парку санаторію облаштовані тенісний корт, волейбольний і бадмінтонний майданчики, інші спортивні споруди, а також літній танцювальний майданчик. Цілий рік функціонує плавальний басейн 10х25 м, є сауна, більярд.
У спальних корпусах одно- і двомісні номери та люкси з усіма побутовими зручностями, просторі холи. В лікувальному корпусі, оснащеному новітньою медичною апаратурою, проводяться необхідні діагностичні дослідження і лікувальні процедури. Їдальня розміщується в 3-х залах, національна українська кухня, замовна система, всі види дієт. Кінозал на 120 місць, бібліотека з читальним залом. Є оснащені приміщення для проведення навчальних і культурних заходів.
При наявності медичних рекомендацій, у санаторії проходять лікувальну реабілітацію військовослужбовці Збройних сил України.

## Див.також
Перелік санаторіїв Міністерства оборони України